# Jaszczurnik średni
Jaszczurnik średni (Synodus intermedius) – gatunek głębinowej ryby promieniopłetwej z rodziny jaszczurnikowatych, zamieszkujący głównie tropikalne wody zachodniego Atlantyku. Żyje na głębokościach 3–320 m. Ciało podłużne, okrągłe w przekroju, głowa duża, lekko spłaszczona. Ubarwienie maskujące. Poluje z zasadzki na skorupiaki i małe ryby.